# Piroklastični tok
Piroklastični tok ali piroklastični gosti tok  je hiter tok izjemno vročega plina, ki lahko doseže temperaturo  do 1000 °C, in kamnin s skupnim imenom tefra, ki teče v smeri od ognjenika s hirostjo do 700 km/h. Tokovi tečejo po navadi ob tleh njegova hitrost pa je odvisna od gostote toka, količine izbruhanega materiala, njegove hitrosti pri izbruhu  in naklona pobočja ognjenika. Piroklastični tokovi so običajni pri eksplozivnih ognjeniških izbruhih in so pogosto uničujoči.
Naziv pirolastični je sestavljen iz grških besed  πῦρ [pir] – ogenj  in κλαστός [klastós] – zdrobljen. Nekateri tokovi se imenujejo nuée ardent,  kar v francoščini pomeni žareč oblak. Francoski naziv se je prvič uporabil leta 1902 v opisu uničujočega izbruha ognjenika Mount Pelée (francosko: Montagne Pelée) na Martiniqueju, ki je v temi rdeče žarel.
Piroklastični tokovi, ki vsebujejo velik delež plinov oziroma manj kot 0,1 – 1 volumski odstotek trdnih delcev,  se imenujejo popolnoma razredčeni piroklastični gosti tokovi ali piroklastični valovi. Tovrstni tokovi tečejo praviloma po dolinah, zaradi  majhne gostote pa lahko stečejo tudi preko gorskih grebenov. Pri temperaturah pod 250 °C lahko vsebujejo vodno paro in vodo in se imenujejo hladni tokovi, čeprav so še vedno zelo vroči in smrtno nevarni. Hladni piroklastični  tokovi nastanejo, če je vulkanski dimnik zalit s plitvim jezerom ali morjem. Popolnoma razredčeno je lahko tudi čelo gostega piroklastičnega toka. Takšno je bilo na primer čelo med izbruhom Mount Peléeja leta 1902, ki je ubilo skoraj 30.000 ljudi.

## Vzroki
Vzroki za nastanek piroklastičnih tokov so lahko različni.
- Zrušitev erupcijskega stebra plinijskega izbruha, kakršen je bil na primer izbruh Vezuva leta 79, ki je porušil Pompeje. V takšnem izbruhu tekoča in strjena lava in zdrobljene kamnine[4] segrejejo okoliški zrak do te mere, da se turbulentna suspenzija zaradi konvekcije dvigne tudi nekaj kilometrov visoko. Če erupcijski curek ne more dovolj segreti okoliškega zraka, konvekcijski tokovi niso dovolj močni, da bi s seboj odnesli trdne delce, zato padejo na pobočja ognjenika.
- Zrušitev erupcijskega stebra, združena z izbruhom ognjenika. Mnogo takšnih smrtonosni tokov in valov je nastalo na ognjeniku Soufrière Hills na Montserratu. V tovrstnih izbruhih nastane iz plinov in ognjeniških izstrelkov oblak, ki je gostejši od okoliškega zraka in postane piroklastični tok.
- Penjenje na ustju vulkanskega dimnika zaradi sproščanja plinov iz izbruhane lave, ki lahko povzroči nastajanje kamnine ignimbrita. To se je zgodilo med izbruhom ognjenika Novarupta na jugu Aljaske leta 1912 in sprožilo največje piroklastične tokove v dokumentirani zgodovini.
- Zrušitev lavne kupole ali hrbta zaradi lastne teže, kateri sledijo plazovi in tokovi po strmih pobočjih ognjenika. Leta 1997 se je na tak način zrušil ognjenik  Soufrière Hills in povzročil devetnajst smrtnih žrtev.
- Usmerjen udar ali curek zaradi eksplozije ali zrušitve dela ognjenika, kar se je zgodilo 18. maja 1980 na ognjeniku Sveta Helena. Z naraščajočo razdaljo od ognjenika se eksplozijski tok hitro pretvori v gravitacijski tok.

## Velikost in posledice
Prostornina piroklastičnega toka je lahko od samo nekaj sto kubičnih metrov do več kot tisoč kubičnih kilometrov. Večji tokovi lahko potujejo nekaj sto kilometrov daleč, čeprav tako velikih tokov z zadnjih nekaj sto tisoč letih ni bilo. Večina tokov ima prostornino od enega do deset kubičnih kilometrov in potuje nekaj kilometrov daleč. 
Tokovi so po navadi sestavljeni iz dveh delov: bazalnega toka, ki teče pri tleh in vsebuje večje balvane in zdrobljeno skalovje, nad katerim je izjemno vroča perjanica vulkanskega pepela. Perjanica nastane zaradi turbulence na meji med tokom in zrakom nad njim in segrevanja zraka, ki povzroči njegovo širjenje in konvekcijo.
Kinetična energija balvanov je dovolj velika, da na svoji poti podira drevje in ruši zgradbe, dodatno nevarnost pa povzročajo zelo vroči spremljajoči plini. Dobro poznan je piroklastični val, ki je leta 79 uničil Pompeje in Herkulanum in piroklastični tok, ki je 25. junija 1997 opustošil karibski otok Montserrat in povzročil devetnajst smrtnih žrtev.

### Vzajemno delovanje z vodo
Pričevanja o izbuhu ognjenika Krakatoa leta 1883, ki so jih kasneje podprli s poskusi, dokazujejo, da lahko piroklastični tok tudi na morju doseže velike razdalje. Eden od tokov s Krakatoe je dosegel obalo Sumatre, ki je 48 km daleč.
Dokumentarni film Ten Things You Didn't Know About Volcanoes (Deset stvari, ki jih niste vedeli o vulkanih), ki so ga posneli leta 2006, prikazuje poskuse z gibanjem piroklastičnih tokov nad vodno gladino, ki jih je opravila skupina raziskovalcev univerze v Kielu (Nemčija). Poskusi so pokazali, da se pri dotiku z vodo zgodila dva dogodka:
- Gostejši delci iz piroklastičnega toka padejo v vodo. Če je njihova količina velika, lahko izpodrinjena voda povzroči cunami, kar se je zgodilo pri izbruhu Krakatoe.
- Visoka temperatura pepela povzroči izparevanje vode in poveča hitrost piroklastičnega toka, ki je zdaj sestavljen samo iz lažjih snovi.

### Tokovi na Luni
Astronom Winifred Cameron (NASA) je leta 1963 predpostavil, da bi vijugaste doline na Luni lahko nastale zaradi piroklastičnih tokov, enakovrednih tokovom na Zemlji. V lunarnem ognjeniškem izbruhu bi piroklastični oblak sledil lokalnemu reliefu in pustil za seboj vijugasto sled, kakršna je na primer Schröterjeva dolina (Vallis Schröteri).